# Fiat Panda
La Fiat Panda è un'auto superutilitaria prodotta dalla casa automobilistica italiana FIAT in tre serie: la prima, nata nel 1980 e disegnata da Giorgetto Giugiaro; la seconda nata nel 2003 e disegnata da Giuliano Biasio per Bertone; e la terza, nata nel 2012 e disegnata dal centro stile Fiat sotto la direzione di Roberto Giolito.
Inoltre, nel giugno 2024 la FIAT ha annunciato il lancio di un'utilitaria di segmento B denominata Grande Panda, il cui design si ispira alla prima serie della Panda e che affianca, senza sostituirla, la terza generazione in produzione dal 2012.
Al giugno 2023 le Panda prodotte in oltre 40 anni di carriera sono più di 8 milioni e mezzo.

## Prima serie (141A, 1980-2003)
La prima serie nasce nel 1980 per inserirsi tra i modelli 126 e 127. Dalla prima eredita il motore bicilindrico raffreddato ad aria e dalla seconda il quattro cilindri da 903 cm³. Nel 1983 viene commercializzata sia la versione "S", che connota la Panda 30 e la Panda 45 di allestimenti più eleganti e della opzione della vernice grigio metallizzata (le Panda 30S e 45S hanno le stesse motorizzazioni della 30 e 45 ma appunto migliorate negli interni e con nuova griglia esterna), sia la versione a trazione integrale, mentre nel 1986 la Panda riceve un restyling, che vede anche l'adozione di un inedito motore diesel oltre all'adozione di un nuovo retrotreno con sospensioni ereditate dalla Autobianchi Y10, ed assume la denominazione Supernova. Rimane in produzione fino all'uscita del modello successivo nel settembre 2003 ed è l'unica super-utilitaria Fiat ad avere 3 porte.
| Panda     | Panda restyling |
| --------- | --------------- |
|           |                 |
|           |                 |
| 1980-1986 | 1986-2003       |

## Seconda serie (169, 2003-2012)
Pur mantenendo le sembianze di piccola utilitaria come la prima serie, con il nuovo modello commercializzato dal settembre 2003 i volumi cambiano, facendo dell'auto quasi una piccola monovolume. Attorno al modello principale vengono create anche la versione sportiva 100 HP, versioni bifuel a GPL e Natural Power a metano e quelle dedicate al fuoristrada come le 4x4 e Cross. La produzione viene spostata in Polonia. Resta in commercio fino al gennaio 2012.
| Panda     | Panda 4x4 | Panda Cross | Panda 100HP |
| --------- | --------- | ----------- | ----------- |
|           |           |             |             |
|           |           |             |             |
| 2003-2013 | 2004-2012 | 2005-2012   | 2006-2012   |

## Terza serie (319, dal 2012)
Presentata nel 2011, sostituisce la sua progenitrice dal febbraio 2012. Con questo modello la Panda torna ad adottare un motore bicilindrico come la prima serie (in questo caso è il nuovo Twinair) e la produzione ritorna in Italia, con il progetto Fabbrica Italia Pomigliano, presso lo stabilimento di Pomigliano d'Arco.
| Panda    | Panda 4x4 | Panda Cross |
| -------- | --------- | ----------- |
|          |           |             |
|          |           |             |
| dal 2012 | dal 2012  | dal 2014    |

## Riconoscimenti e primati
La prima generazione della Panda è stata la prima vettura con lunghezza inferiore ai 4 metri ad avere una motorizzazione diesel (1986) e a disporre di trazione integrale (1983); è anche una delle prime vetture ad essere commercializzata con alimentazione elettrica (Panda Elettra del 1990). La vettura è stata la prima citycar ad aggiudicarsi il premio Auto dell'anno (nel 2004) e la prima citycar a raggiungere il campo base avanzato dell'Everest a 5.200 metri (nel 2004 con modello 4x4).